# Hippiasz athéni türannosz
Hippiasz (uralkodott Kr. e. 527 – 510) Athén második, egyben utolsó türannosza, Peiszisztratosz legidősebb fia volt. Hatalmának restaurálása ürügyet szolgáltatott a görög–perzsa háború kirobbanásához.

## Élete
Amikor a népszerű Peiszisztratosz elhunyt, négy fiút hagyott maga után: Hippiaszt és édestestvérét, Hipparkhoszt, valamint két féltestvért, Iophónt és Hégészisztratosz Thettaloszt. Bár hivatalosan Hippiasz és Hipparkhosz együtt örökölte a hatalmat, gyakorlatilag Hippiasz lett Athén egyeduralkodója. A források szerint eleinte apjához hasonlóan népszerű volt, ám Kr. e. 514-ben, a Panathénaián Harmodiosz és Arisztogeitón, a „zsarnokölők” meggyilkolták Hipparkhoszt, ettől kezdve uralma igazi zsarnoksággá változott. A kezdetben visszahívott Alkmaiónidákat ismét elűzték Athénból.
Kr. e. 510-ben spártai intervenció vetett véget Hippiasz uralmának, mely mögött egy feltevés szerint a háttérbe szorított Alkmaiónidák álltak, akik befolyásuk alatt tartották a delphoi jósdát, mely Hippiasz ellen indította a spártaiakat. Valószínűbb azonban, hogy a Peiszisztratidák argosziakkal ápolt jó kapcsolata volt a támadás kiváltó oka. A türannosz korábban az Alkmaiónidák leipszüdrioni visszatérési kísérletét már megállította, és thesszáliai lovassága és flottája az első spártai támadásokat is visszaverte, de a I. Kleomenész király főseregével már nem tudott mit kezdeni. A Pelargikon-erődben körülvett türannosz-családot végül sikerült rávenni, hogy vagyona megtartása mellett elvonuljon, és elhagyja Athént.
Eztán Hippiasz családi birtokára vonult vissza Anatólia nyugati részén, Szigeionban, amely már az Óperzsa Birodalomhoz tartozott. I. Dareiosz hamarosan úgy döntött, hogy háborút indít Hellasz ellen, ezért maga mellé vette Hippiaszt, aki értékes katonai tanácsadóként szolgált számára, bár hatalmát nem sikerült visszaállítani a marathóni vereség miatt. Hippiasz perzsa alattvalóként hunyt el.